# Destruye hogares
Destruye hogares es el sexto álbum de estudio de Fobia con el que celebran sus 25 años como banda.
Para este álbum Fobia se ha convertido en "dueto" quedando solamente Paco Huidobro y Leonardo de Lozanne como únicos integrantes, ya que Cha!, Jay de la Cueva e Iñaki se enfocaron más en Moderatto. por lo que se invitaron a distintos músicos como Federico Fong (bajo), Mauricio Clavería (batería) y Darío González. Cabe mencionar que para la promoción del disco se lanzaron una serie de presentaciones llamadas "Fobiarama", donde este, ahora dueto, tuvo invitados como Liquits, Hello Seahorse!, Resorte y Jumbo interpretando a la par temas de su nueva producción y otros sencillos ya consolidados. 
El disco tiene opiniones encontradas, desde quien opina que es el mejor trabajo de Fobia en muchos años, a los que opinan que es una compilación musicalmente hablando de sus anteriores trabajos pero con letras más sencillas.

## Lista de canciones
| CD    |                 |                    |          |  |
| N.º   | Título          | Autor              | Duración |  |
| 1.    | «La Búsqueda»   | Francisco Huidobro | 3:51     |  |
| 2.    | «Pesadilla»     | Francisco Huidobro | 3:17     |  |
| 3.    | «Monstruo»      | Francisco Huidobro | 3.12     |  |
| 4.    | «Desierto»      | Francisco Huidobro | 2:58     |  |
| 5.    | «Dinosaurios»   | Francisco Huidobro | 4:21     |  |
| 6.    | «Un No Sé Que»  | Francisco Huidobro | 4:03     |  |
| 7.    | «Siempre Estoy» | Francisco Huidobro | 3:26     |  |
| 8.    | «Vampiros»      | Francisco Huidobro | 3:22     |  |
| 9.    | «Fantasma»      | Francisco Huidobro | 3:31     |  |
| 10.   | «Feo»           | Francisco Huidobro | 4:33     |  |
| 11.   | «Inesperado»    | Francisco Huidobro | 2.47     |  |
| 39:21 |                 |                    |          |  |

| DVD (Edición Especial) |                                 |          |  |
| N.º                    | Título                          | Duración |  |
| 1.                     | «La Búsqueda» (Video en vivo)   | 4:15     |  |
| 2.                     | «Pesadilla» (Video en vivo)     | 3:30     |  |
| 3.                     | «Monstruo» (Video en vivo)      | 2:55     |  |
| 4.                     | «Desierto» (Video en vivo)      | 3:11     |  |
| 5.                     | «Dinosaurios» (Video en vivo)   | 5:04     |  |
| 6.                     | «Siempre Estoy» (Video en vivo) | 3:39     |  |
| 7.                     | «Vampiros» (Video en vivo)      | 3:24     |  |
| 8.                     | «Feo» (Video en vivo)           | 4:49     |  |
| 9.                     | «La Búsqueda» (Videoclip)       | 3:58     |  |
| 10.                    | «Dinosaurios» (Videoclip)       | 4:33     |  |
| 11.                    | «Galería de fotos»              | 3:46     |  |
| 43:04                  |                                 |          |  |

## Créditos

### Para el CD
Dirigido y realizado por: Paco Huidobro y Jason Carmer.

Grabado y mezclado por: Paco Huidobro y Jason Carmer en '"Fantasy Studios"', Berkeley California y '"La Gota Gorda Estudios"', México D.F.

Asistente de mezcla: Alberto Hernández.

Asistente general: Óscar Herrera.

Masterizado por Emily Lazard y Hoe La Porta en '"The Lodge"', NYC.

Fotografía por Gerardo y Fernando Montiel en 'Klint & Photo.com'.

Diseño de arte: Marco Colín en comunicaciones Integradas Anónomo, S.A. de C.V.

Montaje de Arte: Eric León.

Adaptación de Arte: J. Roberto Garrido Ávila.

V.P. A&R: Guillermo Gutiérrez Leyva.

A&R: Gonzalo Herrería / Charlie García / Azucena Olvera / Betto Rojas.

Label Manager: Óscar Rangel

#### Fobia son
Leonardo de Lozanne y Francisco Huidobro.
- Leonardo de Lozanne - Vocales.
- Francisco Huidobro - Guitarra eléctrica, acústica y fantasmagórica, bajo, sintetizador, piano, órgano, lap y pedal steel, ukelele, programación y coros.
- Michael Urbano: Batería y percusión.

#### Músicos invitados
- Diego Herrera (Caifanes) - Saxo en «Vampiros».
- José Portilla - Guitarra acústica en «Pesadilla».

### Para el DVD
- Dirección de video: Juan Luis Cobarrubias.
- Realización de video: Juan Luis Cobarrubias.
- Ingeniero: Mariano Martínez (Koni).
- Ingeniero de mezcla: Jason Carmer.
- Ingeniero de masterización: Erick Urbina.
- Foto galería: Iván Manjairez.
- Grabado en los estudios de Sony Musi México.
- Adaptación de Arte: J. Roberto Garrido Ávila.
- La Búsqueda (Videoclip):

Dirección de video: Manuel "Chivo" Escalante.

Realizador de video: Detonador Films.
- Dinosaurios (Videoclip):

Dirección y realización: Jorge Abarca.

#### Músicos
- Federico Fong (La Barranca, Sangre Asteka, Kenny y los Eléctricos, Caifanes) - Bajo.
- Mauricio Clavería (La Ley, Los Concorde) - Batería.
- Darío Gonzáles (Chetes, Siconauta) - Teclados.
- Maciej Majewski - Batería.